# Corporatisme
Pour les institutions corporatistes, voir Corporation et Corporation (Ancien Régime).
 (février 2019).
- Si vous ne connaissez pas le sujet, laissez ce bandeau (vous pouvez alors contacter les auteurs).
- Si vous supprimez le contenu mis en cause (vous pouvez préalablement contacter les auteurs),

argumentez précisément cette suppression dans la page de discussion
(un manque de référence n'est pas un argument ; une recherche réelle de référence doit avoir été effectuée, être formellement documentée).
Le corporatisme est un terme polysémique. Il peut faire référence aux corporations, aux métiers organisés selon des règles, générant une hiérarchie entre maîtres, compagnons et apprentis, par exemple en France avant la Révolution française.
Il peut aussi désigner une doctrine et/ou une pratique cherchant à organiser les relations professionnelles afin de dépasser le conflit capital-travail par la collaboration entre les classes sociales, entre patrons et ouvriers notamment. La doctrine prône l’organisation d’institutions rassemblant les ouvriers et les patrons. Elle est en partie issue du courant de pensée du catholicisme social au XIXe siècle. Cette doctrine est mise en œuvre sous diverses formes au XXe siècle et se présente alors comme une alternative au capitalisme libéral et au socialisme. Des institutions corporatistes ont été mises en place dans l'Italie fasciste, dans l'Allemagne nazie, dans la France du régime de Vichy, avec la charte du travail du 4 octobre 1941, dans le Portugal de Salazar, avec l'Estado Novo.
Il peut également désigner une défense d'intérêts catégoriels et de droits acquis, ignorant parfois l'intérêt général.

## En France
Le corporatisme en France fait référence à des systèmes professionnels fermés qui ont réussi à préserver la spécificité de leur métier traditionnel ou à légitimer leur statut collectif qui leur garantit des avantages ou des droits dérogeant à la condition générale des salariés. Il fait référence aussi à une doctrine qui tente de répondre à la Question sociale, d'éliminer la lutte des classes, par la collaboration des catégories sociales, et de limiter l'étatisme.
Le corporatisme a existé sous des formes différentes entre les deux guerres mondiales dans plusieurs pays. Dans certains cas il est allé jusqu’au fascisme. Il ne s’y identifie pas nécessairement, mais il est souvent considéré comme une menace capable d'entraîner la disparition des syndicats indépendants, des partis politiques, et l’instauration de régimes autoritaires.
« Abandonnant tout ensemble le principe de l’individu isolé devant l’État et la pratique des coalitions ouvrières et patronales dressées les unes contre les autres, il (l’ordre nouveau corporatiste) institue des groupements comprenant tous les membres d’un même métier : patrons, techniciens, ouvriers. Le centre du groupement n’est donc plus la classe sociale, patronale ou ouvrière, mais l’intérêt commun de tous ceux qui participent à une même entreprise. Le bon sens indique, en effet, -lorsqu’il n’est pas obscurci par la passion ou par la chimère,-que l’intérêt primordial, essentiel, des membres d’un même métier, c’est la prospérité réelle de ce métier » (Philippe Pétain, 1er mai 1941).

### Sous l'Ancien-Régime
Le corporatisme fait d’abord référence à la société médiévale, parce que le XIIIe siècle est le siècle des corporations : l’artisanat en plein développement à cette période s’est vu changer dans son organisation. En effet, maîtres, compagnons et apprentis se rassemblèrent en communautés. Chaque communauté était encadrée par des règles imposant en partie d’être membre pour exercer un métier au sein d’un des corps. Ces règles permettaient l’apparition d’un monopole préservant chaque communauté de la concurrence.
Mais cette forme d’organisation a été remise en question par Jean-Baptiste Colbert, principal ministre de Louis XIV. Dans un contexte d’après Fronde et face aux caisses vides de l’État français, il met en place un vaste projet économique et politique avec l’aval du Roi : les manufactures d’État. Face aux manufactures d’État, le corporatisme pose un problème. Il institue des groupements comprenant tous les membres d’un même métier. Le centre des groupements ne seraient donc plus la classe sociale, ce qui pourrait détourner la hiérarchie de l’industrialisation prévue par le plan de Colbert, mais aussi remettre en cause l’ordre établi par la monarchie française. Le corporatisme est alors supprimé par le décret Turgot de 1776, puis rétabli en août 1776 pour finalement être réellement aboli pendant la Révolution française en 1791.

### Après la Révolution française
Au lendemain de la Révolution française, la misère ouvrière et la brutalité de l’exploitation capitaliste laissent réapparaître des corporations. Des corporations de penseurs chrétiens souhaitaient rapprocher le capital du travail. Frédéric Ozanam, le fondateur de la Société Saint-Vincent de Paul, est l’un des penseurs le plus connu de ce courant.
C’est cependant dans la deuxième moitié du XIXe siècle, au moment où le mouvement ouvrier se constitue, que le corporatisme devient vraiment une doctrine politique importante. Cette conception des rapports patrons ouvriers et État a principalement découlé de la doctrine sociale de l’Église catholique. On pense notamment à l’encyclique Rerum novarum du Pape Léon XIII citant Thomas d'Aquin : « la société forme un corps dont les membres sont les parties. La partie est subordonnée au tout ». L'encyclique Quadragesimo anno de Pie XI en 1931 consacre aussi le catholicisme social et l'idée corporatiste. Les écrits du comte Albert de Mun, du marquis de la Tour du Pin (Du régime corporatif et des institutions, 1888), du sociologue Frédéric Le Play (La réforme sociale en France, 1864) sont des travaux ayant incontestablement inspiré la conception de la doctrine du corporatisme. Les chrétiens dits « sociaux » cherchaient à présenter une solution à la « question sociale ». Une solution face aux problèmes causés à l’époque par la disparition des communautés rurales avec le développement du prolétariat urbain.
Ces doctrines se dressent donc sans équivoque contre la philosophie politique du siècle des Lumières dont on parle beaucoup aujourd’hui. L’individualisme rationaliste des Lumières, la Révolution française et le socialisme auraient été facteurs de la désagrégation sociale qu’ils décrivent. Le corporatiste Louis Salleron estime que « le corporatisme est aussi éloigné de l'individualisme que de l'étatisme ».

### Le corporatisme défini par René de La Tour du Pin
Tous les corporatistes français du XXe siècle se réfèrent à René de La Tour du Pin. Le corporatisme qu'il promeut, est pétri de catholicisme social comme l'illustre un de ses principaux ouvrages Vers un ordre social chrétien. Selon lui, le corporatisme est « l'organisation du travail la plus conforme aux principes de l'ordre social chrétien et la plus favorable au règne de la paix et de la prospérité générale ». La Tour du Pin est un anti-révolutionnaire et attribue tous les maux de l'économie moderne à la Révolution française. Il condamne l'individualisme présents dans les idéologies libérales, capitalistes et socialistes. D'après lui, le socialisme d'État demeure tout de même « supérieur à l'état d'individualisme et de rançonnement sans merci des faibles, que préconise l'économie soi-disant politique, sous le nom de libre concurrence », bien qu'il critique l'étatisme. La Tour du Pin préfère la mise en place d'un « régime corporatif » et distingue 3 niveaux d'organisation :
- l'association professionnelle ou syndicat destinée à la défense des intérêts professionnel entre personnes issues d'une même classe ;
- la corporation dédiée à la défense des intérêts professionnels par profession ;
- et enfin le corps d'état, c'est-à-dire la somme de toutes les corporations d'une même profession ou d'un même métier.La corporation ne s'oppose pas au syndicat mais promeut une mixité réunie dans le corps d'état, « troisième pilier du régime corporatif »[4].

Un autre sujet de division entre les corporatistes c'est la question du consentement des travailleurs. La Tour du Pin et ses disciples sont partisans de l'adhésion libre au syndicat ou à l’association mais que la « réglementation s'impose à tous ». À l'inverse, Eugène Mathon et Brèthe de la Gressaye pensent que l'inscription doit être obligatoire par l'État. Le rapport à l'État constitue la « pierre d'achoppement des essais d'application » selon Isabel Broussard.
La Tour du Pin énonce trois pratiques fondamentales dans son schéma corporatiste :
- « l'existence d'un patrimoine corporatif indivisible et inaliénable »[4] financé par un prélèvement sur la production qui assurerait les allocations chômages, les pensions, les soins et subventionnerait les écoles professionnelles ;
- la délivrance d'un « brevet de capacité professionnelle » qui ferait office de certificat ou d'habilitation ;
- autonomie des corporations dans l'édiction de ses règles, le règlement des conflits et l'administration de son patrimoine par des délégués nommés par la corporation.

D'après La Tour du Pin, le régime corporatif doit résoudre la décadence politique, économique et morale, notamment la corruption des mœurs des figures du père de famille et de la mère au foyer. L'État est chargé « de conserver la société et le régime corporatif » de sorte à garantir un « ordre démocratique à la base et aristocratique au sommet »,. La Tour du Pin prescrit la création d'une « Chambre provinciale des communes » pour tout ce qui serait relatif aux « questions administratives ou d'intérêt commun ».
Enfin, pour La Tour du Pin, le capital n'a pas vocation à disparaître mais il serait distribué en partie au prolétariat.

### Le corporatisme durant l'entre-deux-guerres

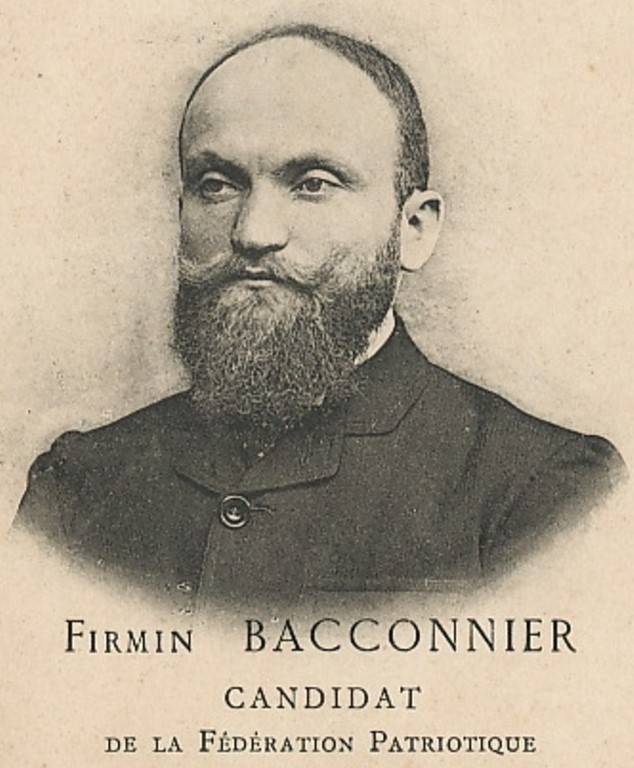
Firmin Bacconnier.

Dans l'entre-deux-guerres, la doctrine corporatiste se développe, dans le contexte de la crise des années 1930 et de l'influence des modèles étrangers. Dans certains cas, le corporatisme est allé jusqu'au fascisme. Sur le prisme politique français, le corporatisme va « de l'extrême-droite à la gauche du centre ». Des militants, divisés, plus ou moins influencés par le christianisme social et par des doctrinaires comme Albert de Mun et René de La Tour du Pin, préconisent une troisième voie entre le libéralisme individualiste, alors en crise, et le marxisme. Ce sont parfois des patrons comme Jacques Warnier, qui lancent des initiatives précorporatistes, des militants comme André Voisin, de jeunes intellectuels comme Louis Salleron ou François Perroux. Nous pouvons nommer aussi Firmin Bacconnier, Maurice Bouvier-Ajam, Georges Valois, Léon Harmel, Hubert Lagardelle, Georges Coquelle, Gaëtan Pirou , Paul Chanson, François Perroux, Brèthe de la Gressaye, Jacques Le Roy Ladurie ou encore Eugène Mathon. D'après l'historienne et politologue Isabel Broussard, les doctrinaires corporatistes sont socialement des patrons de l’industrie ou du commerce et des universitaires.
Au cours des années 1930, la doctrine corporatiste suscite l'engouement dans un certain nombre de revues parmi lesquelles Esprit, Politique, L'Homme nouveau ainsi que dans les Archives de philosophie du droit et de sociologie juridique. Des rencontres intellectuelles abordent aussi cette thématique comme lors des Semaines sociales à Angers en 1935 ou lors du Congrès des économistes de langue française en 1936.

#### Divergences des corporatistes français

##### Le classement des professions
Les corporatistes divisent les professions selon une organisation verticale ou horizontale par groupes homogènes. Brèthe de la Gressaye est favorable à une organisation verticale avec des « conseils d'industrie communs à toutes les professions concourant à une même production ». À titre d'exemple, les libraires, les éditeurs, les publicistes, les dessinateurs et les écrivains pourraient participer à un conseil de l'industrie du livre. De son côté, Firmin Bacconnier se montre hostile à ce type d'organisation verticale et sectorisée, préférant une organisation nationale où toutes les corporations collaboreraient.

##### Le rapport au syndicalisme
Pour les corporatistes Brèthe de la Gressaye et Georges Coquelle, le syndicalisme et le corporatisme ne sont pas antithétiques et se complètent comme chez La Tour du Pin. Des syndicats mixtes sont mis en avant par Brèthe de la Gressaye. Chez Gaëtan Pirou, il y a opposition frontale entre syndicalisme et corporatisme au motif que le syndicalisme mettrait la classe sociale au-dessus de l'idée de nation.

##### La lutte des classes
Eugène Mathon rejette la question de la lutte des classes considéré comme un « faux dogme ». En revanche, d'autres corporatistes préfèrent dépasser la lutte des classes en prônant une « bonne entente » conformément à la doctrine sociale de l'Église.

##### Jugements sur les expériences étrangères
La plupart des corporatistes français ont condamné les expériences étrangères comme Jacques Valour, François Perroux, Jacques Le Roy Ladurie et Firmin Bacconnier. Georges Coquelle a étudié ce qu'il considère comme trois ébauches du « régime » corporatif : l’Italie, le Portugal et l'Autriche.

« Or, malgré des tendances idéologiques fort diverses, malgré les conjonctures économiques et sociales très différentes, les trois chefs d'État se rejoignent en une même décision : suppression autoritaire de la liberté, de la diversité syndicale, constitution d'organisations confédérales, nationales, uniques et par classes […] Ce n'est pas la solution corporative mais politique, imposée par les dissensions propres au libéralisme. »

Gaëtan Pirou porte lui aussi un jugement semblable sur les 3 pays pré-cités et à l'Allemagne nazie en remarquant que « l'instauration du corporatisme a été en fait lié à l'avènement de la dictature ».
Raymond Luce-Gilson est plutôt favorable au modèle corporatiste mussolinien mais émet des réserves au même titre que Roger Bonnard.

### Le corporatisme sous le régime de Vichy
Le régime de Vichy est à l'origine d'expériences corporatistes, avec la Charte du travail du 4 octobre 1941 et la Corporation paysanne tandis que Maurice Bouvier-Ajam développe son Institut d'études corporatives et sociales.
Le spécialiste de l'histoire des entreprises Jean-Claude Daumas atteste que le corporatisme du régime de Vichy se confond avec une forme de paternalisme et quelques éléments de modernisation.
Depuis 1945, le mot a pris une connotation négative, désignant la défense aveugle d'intérêts catégoriels et de droits acquis, souvent de catégories syndicalisées et dotées de statuts particuliers. À la sortie du conflit, c'est la mise en place des institutions de la démocratie sociale qui occupe le devant de la scène politique dans un nouveau contexte de « pluralisme syndical conflictuel et d’essor de l’État-providence ».

### Après la Seconde Guerre mondiale
On évoque un essor des corporatismes depuis la crise des années 1970 qui suggère un repli général sur les acquis dans un contexte de dégradation des positions sociales. Le corporatisme en France inclut celui des salariés, des cadres, des professions libérales et des commerçants mais aussi celui des patrons. Autrement dit, il touche toutes les catégories. Ainsi, plusieurs groupes sociaux, dont les intérêts sont plus ou moins menacés par des phénomènes comme la mondialisation, ont prouvé une certaine capacité de rassemblement et de mobilisation.
En France, des formes de corporatisme refont surface dès que le droit du travail est sur le point d’être modifié : avec les lois Auroux de 1982 ou avec les réformes prévues par Édouard Philippe et Emmanuel Macron.

### Corps de métier
Certaines organisations professionnelles sont qualifiées de « corporatistes » lorsqu’elles contrôlent elles-mêmes l’accès à la profession, ou disposent d’une justice interne. Beaucoup de ces organisations professionnelles ont été créées à l’initiative de l’État, notamment sous le régime de Vichy. Dans la catégorie ouvrière, ils s’attachent à défendre des intérêts particuliers, la crise ayant créé un repli de ces groupes sur eux-mêmes. Par conséquent, les corporatismes, pensés comme en déclin, se portent plutôt bien. D’un autre côté, plusieurs corporations ont fait face à des chocs et ont dû affronter une grande mutation, certains l’ont réussie, d’autres moins.
Concernant les salariés, il ne semble pas y avoir de différences apparentes entre le corporatisme lié au statut du métier et le corporatisme interne à une entreprise.
Les ouvriers du Livre (corporatisme de la presse et autres travaux écrits) sont rassemblés dans un syndicat hégémonique avec le monopole de l’embauche. Ils réussissent aujourd’hui un déploiement stratégique face aux conflits dans le secteur de la presse. Ils représentent le modèle historique du corporatisme français. Cependant, ce n’est pas le corporatisme le plus caractéristique de la tradition française car il a d’abord été corporatisme d’État.
Le corporatisme marin est un fait original avec une confrontation employeurs/État sans équivalent à l’étranger.
Les cheminots, quant à eux, ont une identité de métier bien circonscrite et ont le monopole sur ce marché. La légitimité d’un cheminot dans une corporation passe par son ancienneté.
Le statut des fonctionnaires est promulgué en 1941 par le régime de Vichy dans une perspective corporatiste.

### Corporatisme d’État et étudiant
Le corporatisme d’État entend que les corporations d’activité, de professions, sont les rouages d’un mécanisme politique et mènent une action conformément à l’action politique de l’État. Les grands corps de l’État sont accusés de corporatisme car ils recrutent souvent dans les mêmes grandes écoles.
Les corporations étudiantes sont un type de société d’étudiants rassemblés par filières d’établissement supérieurs (médecine, droit, sciences…). Elles ont des activités de services notamment pour aider les autres étudiants. Elles se regroupent principalement au sein de fédérations d’associations, de régions ou de filière afin de mutualiser les moyens et de représenter le maximum d’étudiants.

## Dans le monde

### En Belgique
Henri de Man, néo-socialiste et collaborateur avec l'Allemagne nazie, soutenait un « corporatisme socialiste » dans la revue Le Peuple durant les années 1930,.

### En Afrique
Le corporatisme d’État étant important, selon Shadur, on assiste à une concentration de la représentation des intérêts aux mains de groupes reconnus par l’État.
En Égypte, il y a la mise en place d'organisations qui ont le monopole de la représentation de certains intérêts, dominés par l’État et qui ont une organisation hiérarchique. La Fédération générale des syndicats égyptiens est un exemple de ce corporatisme. Ce cadre a permis à l’État égyptien de s’infiltrer dans l’économie du pays pour en avoir le contrôle. L’état a étendu récemment son contrôle des institutions corporatistes avec 2 lois en 1993 et 1995 qui réduisent l’autonomie des associations professionnelles et des syndicats

### En Amérique
C'est un corporatisme clientéliste et autoritaire avec un fort contrôle politique avec une segmentation institutionnelle. Il privilégie certains groupes professionnels et certains espaces où s’est construit le pacte corporatiste.
Au Mexique jusque dans les années 1980, il y eut une formation des territoires pétroliers faite par des acteurs spécifiques (États, entreprises, travailleurs) qui ressemblent à des logiques de corporatisme de pouvoir afin d’avoir le contrôle des ressources et de la population. Cela a séparé l’espace en 2 : d’un côté le centre et de l’autre les périphéries ou l’État intervient face à la privatisation des rentes pétrolières.

### En Italie fasciste
Parmi les mouvements corporatistes et non-conformistes, beaucoup se sont rapprochés, temporairement ou non, de certaines formes de fascisme. Un certain nombre ont été en France des soutiens du Régime de Vichy qui prônait ouvertement ce mode d'organisation de la société.
Le corporatisme fasciste se distingue à la fois du corporatisme traditionaliste du type de celui prôné par l'Action française et de l'organisation sociale mise en place en Allemagne par les nationaux-socialistes :
- Le corporatisme fasciste italien ne ressemblait que superficiellement au corporatisme de l’Action française, qui était essentiellement un moyen de contrebalancer l’influence de l’État. Les corporations italiennes, au contraire, sont au service de l’État et intégrées à celui-ci. Comme dit Gaëtan Pirou, « il s’agit beaucoup moins d’un système auto-organisateur des intérêts économiques que d’une ingénieuse présentation derrière laquelle s’aperçoit le pouvoir politique, qui exerce sa dictature sur l’économie comme sur la pensée ». Il s’agit moins d’un corporatisme analogue à celui de l’Ancien Régime que d’une théorie de l’État corporatif. Les institutions corporatives ne font qu’attester la domestication des intérêts économiques. Le mot de corporation, pour Mussolini, doit être pris dans son sens étymologique de « constitution en corps », cette constitution en corps qui est la fonction essentielle de l’État, celle qui assure son unité et sa vie.
- Le corporatisme fasciste italien se distingue de la politique sociale allemande nationale-socialiste. Les contradictions entre les institutions sociales du fascisme et du nazisme suscitèrent d'ailleurs de vives polémiques lors de la promulgation presque simultanée de la loi allemande du 20 janvier 1934 sur le régime du travail et la loi italienne du 5 février 1934 sur l’organisation syndicale et corporative : les nazis avaient repris les termes chartes du travail et corporations dans un système qui supprimait les syndicats alors que le corporatisme italien les conservait sous une forme étatisée[19]. Au terme d’une controverse avec l’organe du Front du Travail, Der Deutsche, le Lavoro fascista écrivit que Hitler avait « livré les travailleurs allemands pieds et poings liés aux capitalistes ». Le journal national-socialiste répliqua que les syndicats fascistes perpétuaient la lutte des classes. La presse italienne rétorqua qu’ils étaient inéluctables et s’inscrivaient dans la lutte pour la vie. Le fascisme prétendait mettre travailleurs et employeurs sur un pied d’égalité, les uns et les autres ayant leurs syndicats et la corporation servant de médiateurs entre les intérêts divergents.

## Limites

### Une historiographie inégale
Si l’on s’attache aux historiographies sur le corporatisme dans de nombreux pays occidentaux, force est de constater que la dispersion observée dans le cas français n’est pas sans équivalent ailleurs. Ainsi, les historiographies belge, suisse, ou encore québécoise ne comportent pas de synthèses intitulées Histoire du corporatisme. Plus encore, si on descend au niveau des articles parus en France, un certain nombre d’entre eux traitent du corporatisme sans que le mot lui-même soit mentionné. Que peut-on par conséquent en déduire ? En premier lieu, que, dans la France contemporaine, le corporatisme est un mot qui a mauvaise presse. Le fait est ancien. Il remonte à l’Ancien Régime lui-même et à Turgot ; à la Révolution et à la loi Le Chapelier présentée ainsi par ce dernier : « Il n’y a plus de corporations dans l’État ; il n’y a plus que l’intérêt particulier de chaque individu et l’intérêt général. Il n’est permis à personne d’inspirer aux citoyens un intérêt intermédiaire, de les séparer de la chose publique par un intérêt de corporation ».
Les discours libéraux des XVIIIe et XIXe siècles expriment une méfiance aiguisée à l’encontre des organisations intermédiaires et autres groupes d’intérêt assimilés à un retour des privilèges. Aujourd'hui, on peut trouver en France une évolution vers le corporatisme politique avec les objectifs de la Participation-décentralisation. C’est aussi le cas quand on parle de la troisième voie où un syndicalisme de responsabilité devrait succéder à un syndicalisme revendicatif.

### Critiques
Le mouvement corporatif demeure très faible par rapport à la production théorique des penseurs socialistes. Cependant, les penseurs corporatistes vont produire « une masse de pamphlets et de propositions » durant l'entre-deux-guerres notamment à cause de la crise économique. Certaines propositions sont ensuite récupérées et mises en pratique par le régime de Vichy : les comités d'organisation, la corporation paysanne et la charte du Travail. L'historien Matthew Elbow estime que les corporatistes français avaient des positions économiques faibles du fait de leur vision idéaliste de « régulation automatique et autonome » en dépit de leur condamnation du laissez-faire. De plus, il souligne le manque de critique de « la position de monopole des corporations et l'harmonisation de leurs intérêts ».
Pierre Jolly, membre de la chambre de commerce de Paris, écrit en 1935 dans La mystique du corporatisme que le projet corporatiste aurait la fâcheuse tendance de d'abord reposer sur « un acte de foi et que le corporatisme ferait le reste ».
Jules Zirnheld, fondateur de la Confédération française des travailleurs chrétiens, relègue les corporatistes à « des esprits qui ne peuvent s'accoutumer à être de leur temps et qui croient possible de ressusciter des époques closes et des systèmes périmés »,.
Pour l'historien Olivier Dard, le corporatisme de l'entre-deux-guerres s'est fourvoyé dans ses contradictions entre une frange opposée à l'étatisme et une autre qui voulait « fonder le corporatisme sur le syndicalisme voire donner dans le nouveau système un rôle de colonne vertébrale à l'État ».
Chez Eugène Mathon, les patrons sont censés diriger la corporation économique sans partage de la responsabilité et de l'autorité, « ce qui revient à rejeter l'association capital-travail ». La mixité se limiterait aux aspects sociaux. Pour tenter de pallier cette problématique, François Perroux propose la « communauté de travail » et ses « tiers départageants », délégués indépendants chargé de la résolution des litiges.
La défense de l'intérêt général est une autre problématique soulevée par la doctrine corporatiste. D'après Isabel Broussard, l'économiste Gaëtan Pirou estime que « la juxtaposition des diverses corporations ne peut faire naître forcément le bien commun, que si les questions économiques sont laissées aux seuls patrons, cela revient à l'élimination quasi complète des ouvriers et donne le primat à l'économique sur le politique ».
Gaëtan Pirou considère que le corporatisme ne comporte pas assez d'autorégulation et que les corporations sont susceptibles de privilégier davantage les intérêts privés au détriment de l'intérêt général. Cette faiblesse ouvrirait la voie « soit à l'anarchie des groupes, soit à l'exploitation des plus faibles par les plus forts ». Pour contrebalancer cela, Gaëtan Pirou discerne deux moyens. Le premier serait la « renaissance de la morale, liée à un retour des masses aux pratiques religieuses » mais la déchristianisation de la société exclue le recours à ce moyen. Pirou préfère le deuxième moyen qui consiste à confier à l’État des pouvoirs en matière de régulation même si l'économiste reconnaît que cela a été souvent détourné par les régimes totalitaires.

### Le néo-corporatisme
Certains défendent un néo-corporatisme qui serait le moyen pour les nations de protéger leurs travailleurs contre les effets néfastes de la mondialisation.
Le néo-corporatisme se caractérise, d'une part, par un système de la représentation des intérêts qui est réduit à un nombre limité d’intervenants à qui l’État offre un monopole reconnu, en échange duquel il est en droit d’exercer un contrôle sur leurs activités. D'autre part, il incarne une forme de participation de ces groupes reconnus à l’élaboration des politiques publiques : la formulation et l'application des politiques deviennent le produit de la concertation sociale, d'un pacte basé sur l'échange d’avantages mutuels entre l'état et les groupes privés. Cette interaction stimule l'institutionnalisation des groupes d'intérêt et entraîne une délégation de l’autorité publique à des acteurs privés, ce qui brouille la ligne de division entre les sphères privées et publiques. Il ne saurait être dit que la France a déjà réellement expérimenté le néo-corporatisme, faute d’une organisation unifiée des intérêts sociaux et d’existence de processus globaux et permanents de négociation. L'État, du fait d’une technostructure forte et engagée dans un programme de modernisation, garde une véritable autonomie ; en outre, la société française est fortement « sectorisée », situation qui engendre, plutôt, l’apparition de (néo-) corporatismes sectoriels.

## Différence entre le corporatisme et le syndicalisme
Le syndicalisme est le mouvement qui vise à unifier au sein de groupes sociaux, les syndicats, des professionnels pour défendre des intérêts collectifs. Les individus composant les syndicats ne possèdent pas obligatoirement les mêmes caractéristiques. Le corporatisme diffère de ce concept par son approche, ce qui en fait une branche du syndicalisme.
Son action syndicale se limite à défendre les intérêts des salariés d’un seul et unique champ professionnel, au sein du secteur d’activités concerné. Cette branche du syndicalisme est fortement critiquée en raison de son aspect individualiste, puisque le but recherché n’est pas celui du plus grand nombre. Cela induit de ce fait une concurrence entre corporations, allant à l’encontre du principe de pluralisme que l’État garantit,.

#### Personnalités
- Maurice Bouvier-Ajam
- Émile Durkheim
- François René de La Tour du Pin Chambly de La Charce
- Gaëtan Pirou

#### Histoire
- Deux cents familles
- Non-conformistes des années 30
- Charte du travail (régime de Vichy)
- Troisième voie (politique)
- Corporation (Ancien Régime)
- Corporation paysanne
- Coopérative

#### Concepts et courants de pensée
- Néo-socialisme
- Corporatisme libéral
- Lobbying
- Solidarisme
- Troisième voie (politique)

#### Organisations
- Autorité administrative indépendante
- Guilde
- Six corps de marchands
- Corporation